# Atractocarpus
Atractocarpus é um género botânico pertencente à família Rubiaceae.